# Expografía
Es una designación que se origina en el mundo anglosajón. Proviene de la palabra “exposición” (del latín exposito, expositionis = acción de poner o sacar algo fuera; nombre de acción del verbo exponere = poner o colocar fuera, exponer, exhibir, abandonar). Es un término museológico que estudia el conjunto de técnicas que permite organizar de la mejor manera posible la sala de un museo. Tiene como fin exponer representaciones gráficas exclusivamente con la proyección creativa de las exposiciones, dentro y fuera de los museos que generalmente están orientadas en fomentar la cultura. En palabras resumidas, es el montaje de la exposición gráfica de aquello que se muestra al público con el objetivo de transferir didácticamente contenidos a los visitantes; es decir, se ocupa de una de las funciones prioritarias en los museos: exponer contenido.

## Antecedentes

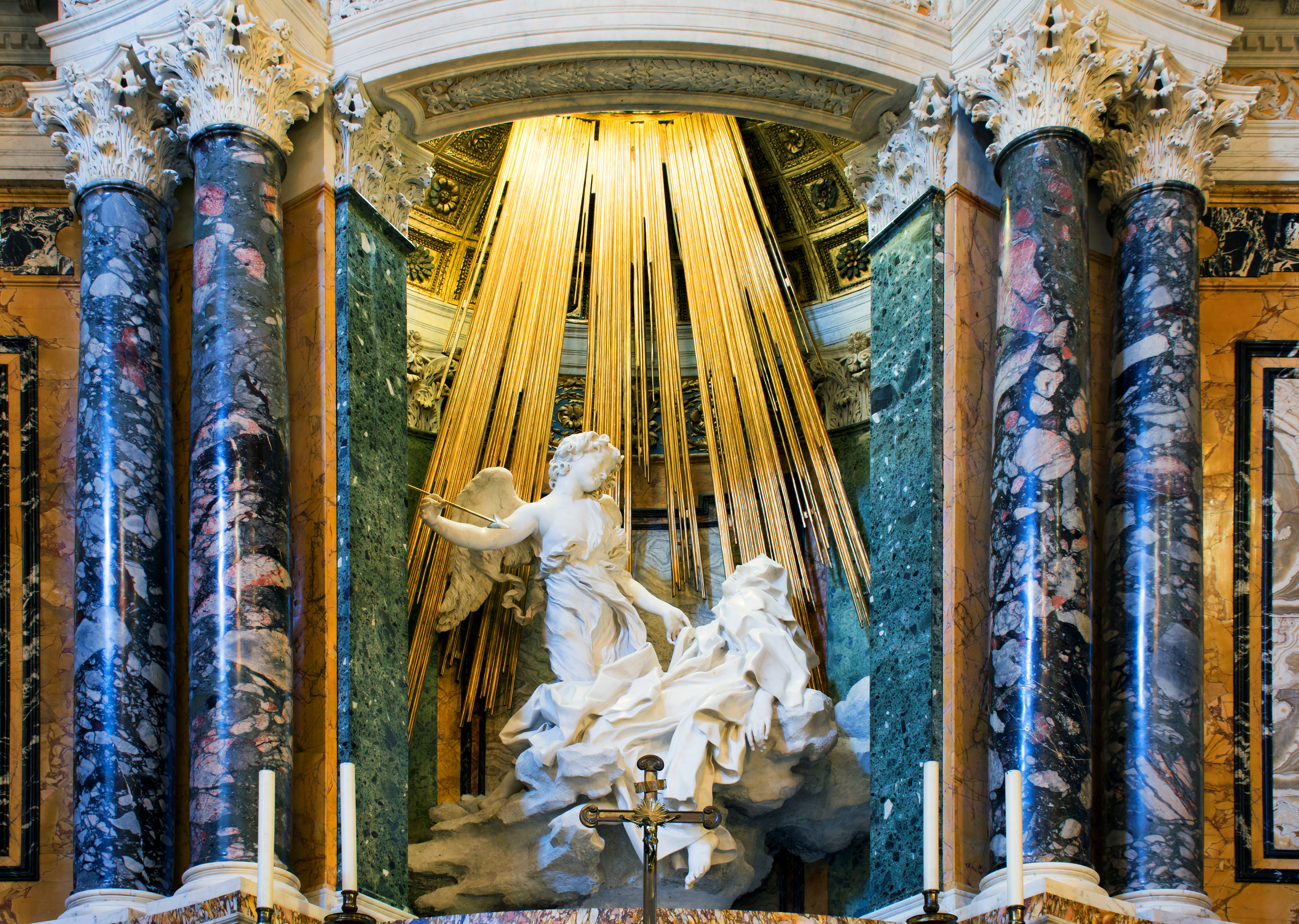
En una sola muestra de arte de un museo, se puede apreciar el trabajo de cómo fue colocado cada detalle (luz, espacio, contrastes de color, etc.)

Durante los siglos XVIII y XIX, los museos eran estancias regularmente visitadas por personas de la aristocracia y la burguesía, las exposiciones no eran para público en general. A medida que fue transcurriendo el tiempo, el número de visitantes fue en aumento abarcando a estudiosos, intelectuales e historiadores. Pero no fue sino hasta la segunda mitad del siglo XX que los museos se convirtieron en centros abiertos a todo el público. Así, uno de los objetivos más fuertes de todo museo, es exhibir su colección y llegar al máximo de visitantes posibles, independientemente de su origen o nivel cultural desarrollando diferentes técnicas para que dichos lugares sean atractivos para toda la sociedad.
Los montajes de exposiciones gráficas surgen con el fin de promover y difundir el desarrollo de las diferentes culturas a nivel mundial.
Las primeras exposiciones gráficas tuvieron lugar en Inglaterra en los años 1756 y 1757, y fueron organizadas por la Sociedad de Arte, que concedía premios a los mejores productos ingleses manufacturados. En 1798 se realizó una exposición en París, con todos los productos fabricados en Francia, logrando un éxito tal que se organizó otra exposición ese mismo año. Tras una tercera, inaugurada por Napoleón Bonaparte en 1802, se decidió organizar este tipo de encuentros cada tres años. En Estados Unidos, el Instituto Franklin de Nueva York, creado en 1824, organizaba cada cierto tiempo exposiciones con los últimos avances científicos, y el Instituto Americano de Nueva York, creado en 1828, hacía muestras anua les para presentar los últimos inventos y productos industriales del país. En Gran Bretaña se organizaron exposiciones periódicas en ciudades como Birmingham, Liverpool y Manchester, y en Irlanda, la Real Sociedad de Dublín se encargó de organizarlas, a partir de 1829, con una frecuencia trienal en la propia ciudad de Dublín; al principio solo se mostraban productos nacionales, pero más tarde fueron introduciéndose también productos extranjeros. Sin embargo, la importancia de este tipo de exposiciones de alcance local empezó a decaer a medida que cobraban importancia las exposiciones de mayor alcance, tanto de productos industriales como de obras de arte, que (cada vez con más frecuencia) organizaban los museos y bibliotecas públicas.

## Actualidad
El campo de la museología está experimentando nuevos cambios que van cada vez más en crecimiento, la evolución en las diferentes especialidades profesionales relacionadas con los museos, ha sido extraordinario en estos últimos años. Hoy en día, podemos encontrar museógrafos especialistas en iluminación, conservación, interacción, tecnología de la comunicación, apps, realidad aumentada, dioramas, domótica para museos, etc.
La museografía va por un camino inevitable que ocurre cuando los campos de una profesión tienden a evolucionar, en consecuencia, esta demanda especialización en áreas particulares. La expografía crece con la importancia de ofrecer al visitante del museo la forma en la que desea, entienda, disfrute, aprenda y viva experiencias únicas.
Para algunos especialistas, esta denominación hace justicia a la buena definición de las cosas. Estos denominadores se refieren a ese ámbito profesional nuevo que abarcaría también lo que denominamos a la arquitectura efímera. Pero en realidad, las competencias de la expografía las podríamos listar de la siguiente manera:
- Mostrar contenidos museísticos con soporte tecnológico.
- Proyectar espacios creados para la escenificación y el sonido: música, ópera, teatro, tv, cine, etc.
- Construir, generar experiencias museográficas en entornos exteriores al museo
- Planificar eventos y protocolo relacionados con los museos
- Otras nuevas áreas que se están creando en estos momentos.

Una museografía moderna debe responder a la posibilidad de generar experiencias sensoriales para todos los públicos. Esta forma de proyectar con “sofisticación museográfica”, da lugar a especialidades dentro de la profesión que no responden exactamente al cometido de un museógrafo, pero se acercan.
La experiencia museística debe evolucionar para ofrecer experiencias que se mantengan en el rango del ocio didáctico, de no ser así, el público perderá todo interés por visitar museos.

## Algunas exposiciones que causaron impacto
| Exposición                                                                 | Año                                | Lugar                                                                                  | |
| -------------------------------------------------------------------------- | ---------------------------------- | -------------------------------------------------------------------------------------- | --- |
| Exposición retrospectiva de Yayoi Kusama.                                  | (2014-2015)                        | México                                                                                 | "Algunos la amaron y otros la odiaron. El debate llegó a los medios de comunicación que menos se interesan en el arte y el museo Tamayo recibió más gente que nunca. Cerca del final de la exposición, el museo permaneció abierto incluso a medianoche para que los rezagados vieran las obras de la famosa artista. Sea cual sea la postura que tengas, hay algo que no se puede negar, esta exposición fue un parteaguas en México, pues desde el nacimiento de las redes sociales y la comunicación virtual no había existido un evento artístico que generara tanta polémica y participación colectiva". |
| Primary Structures: Younger American And British Sculptors                 | 1966                               | The Jewish Museum, Nueva York, Estados Unidos                                          | "El nacimiento del arte minimalista se contrapuso contra el arte abstracto que dominó la escena artística en Estados Unidos en los años cuarenta y cincuenta, pero fue hasta 1966 que obtuvo el reconocimiento de las masas. Tras esta exposición curada por Kynaston McShine, el público norteamericano se volvió loco por las obras de Tony Smith, Robert Morris, Sol LeWitt y más". |
| Live in Your Head: When Attitudes Becomes Forms                            | 1969                               | Kunsthalle Bern, Suiza                                                                 | "Trascendental en el mundo del arte. Los artistas promesa de esa exposición cumplieron y superaron las expectativas. Mostrando a los nuevos artistas postminimalistas, la exposición logró que las distintas técnicas artísticas dialogaran al contraponerse en el amplio espacio. Así es como el arte povera, arte procesual y el land art convivieron y convirtieron a Bruce Nauman, Richard Serra, Joseph Beuys y muchos de los nombres más importantes de la segunda mitad del siglo XX en las estrellas que hoy continúan siendo". |
| Information                                                                | 1970                               | Nueva York, Estados Unidos                                                             | "La exposición fue la primera que atacó directamente a la institución en la que se presentó. La libertad artística siempre se ve reprimida por las decisiones de la mesa directiva de la institución artística, por lo que el mundo se sorprendió cuando en esta exposición, Hans Haacke hizo una obra en la que encuestaba a los visitantes preguntándoles la actitud que el entonces gobernador Nelson Rockefeller tenía contra el presidente Richard Nixon. Además de que la encuesta incluía al espectador (que es uno de los puntos a mencionar de la importancia de la exposición), el que fuera una crítica a Rockefeller, quien era parte de la junta directiva del museo, era un ataque al mismo museo que lo albergaba. Esto dio paso a que los artistas comenzaran a criticar al mismo lugar que “les daba la oportunidad” de exponer". |
| Magiciens de la Terre                                                      | 1989                               | Centre Georges Pompidou, París, Francia                                                | "Las exposiciones antes mencionadas fueron revolucionarias en el mundo del arte, pero así como ahora los premios Oscar son criticados por tener una totalidad de nominados blancos, esas exposiciones mostraban justo eso. “Magiciens de la Terre” fue la primera muestra que tomó equitativamente trabajos de África, Asia, América Latina, Australia y los obvios: Estados Unidos y Europa. Fuertemente criticada, la exposición fue la que permitió que otros curadores comenzaran a cambiar la forma de exponer nacionalidades". |
| inSITE                                                                     | 1992, 1994, 1997, 2000, 2001, 2005 | Frontera México/Estados Unidos                                                         | "A lo largo de Tijuana y San Diego, el muro que ha separado durante años a dos naciones se ha intervenido de muchas formas. “inSITE” es una de las exposiciones que comenzó todo. Hoy la frontera y las rejas que separan a estadounidenses de mexicanos es una de las más intervenidas en el mundo, concentran cientos de activaciones y exposiciones anualmente y nada de eso habría sido posible si no fuera por inSITE". |
| Cities On The Move: Contemporary Asian Art On The Turn Of The 21st Century | 1998                               | Viena, Austria                                                                         | "Hoy Art Basel Hong Kong es una de las ferias más importantes en el mundo, pero poco antes de comenzar el siglo XXI el arte contemporáneo asiático aún era algo que ni la globalización había acercado a tierras occidentales. Eso cambió con esta exposición que comenzó en Viena, pero viajó a Nueva York, Londres, Humlebaek y Helsinki; mostrando el trabajo de artistas de la talla de Rirkrit Tiravanja, Navin Rawanchailul, Soo-Ja y muchos más; demostrando que no todo sucedía en América y Europa". |
| Do It                                                                      | 1994                               |                                                                                        | "Sucediendo en cualquier lugar al que las instrucciones lleguen, “Do It” reta a la institución, al espacio y al arte mismo. Una obra inacabada que en realidad es la exposición en sí y que al carecer de un espacio, una temporalidad y un artista único, es completamente posmoderna. Aún no termina, pero durante años, han sido algunos famosos artistas los que han participado en ella (Yoko Ono, Damien Ortega, Marina Abramovic y más)". |
| Traffic                                                                    | 1996                               | CAPC Musée d’Art Contemporain, Bordeaux, Francia                                       | "El término “estética relacional” fue usado por primera vez en esta exposición que tomó al espectador por sorpresa. El trabajo que se basa en la interacción social o las experiencias entre los visitantes convertían la experiencia y la participación del espectador como la principal obra, mientras que el artista pasaba a un segundo plano. Fueron muchos artistas los que continuaron con este tipo de obras y cada vez el mundo del arte se volvió más y más social". |
| Sensation: Young British Artists From The Saatchi Collection               | 1997                               | Royal Academy of Arts, Londres, Inglaterra                                             | "Quizá la exposición más importante del arte contemporáneo en la historia y relativamente parecida a la primera de la lista. Aquí Charles Saatchi mostró a las nuevas promesas del arte; Damien Hirst, Alex Hartley, Rachel Whiteread y más dieron vida al término “Young Britsh Artists”, quienes han moldeado y dominado el mundo del arte desde entonces. Si no había una superestrella en el mundo del arte desde Baskiat o Warhol, Damien Hirst se coronó como el nuevo gran artista después de esta exposición". |
| WACK: Art and the Feminist Revolution                                      | 2007                               | The Geffen Contemporary at the Museum of Contemporary Art, Los Ángeles, Estados Unidos | "La mujer ha sido revalorizada desde los años sesenta, pero la lucha ha sido lenta. Las exposiciones de mujeres en solitario han sido muy pocas en el mundo del arte, y aunque parece una apología hacia la figura femenina, es completamente necesario que tantas artistas que no lo lograron en otra época, sean revisadas actualmente. “WACK” fue la exposición que cambió todo. A lo largo de ocho años se preparó esta exposición que mostró el trabajo de Judy Chicago, Ana Mendieta, Lee Lozano, Isa Genzken y más. Más que una exposición acerca de la mujer, también se mostraron puntos de vista internacionales, lo que dio como resultado una de las más importantes exposiciones del siglo XXI". |